# Styrax trichocalyx
Styrax trichocalyx là một loài thực vật có hoa trong họ Bồ đề. Loài này được Perkins miêu tả khoa học đầu tiên năm 1906.